# Cantonul Annemasse-Nord
Cantonul Annemasse-Nord este un canton din arondismentul Saint-Julien-en-Genevois, departamentul Haute-Savoie, regiunea Rhône-Alpes, Franța.

## Comune
- Ambilly
- Annemasse (parțial, reședință)
- Cranves-Sales
- Juvigny
- Lucinges
- Machilly
- Saint-Cergues
- Ville-la-Grand

1. ↑  Légifrance